# Muriel de Zapardiel
Muriel de Zapardiel es un municipio de España, en la provincia de Valladolid, comunidad autónoma de Castilla y León. Tiene una superficie de 22,55 km² con una población de 184 habitantes y una densidad de 8,16 hab/km².
En cuanto a su patrimonio artístico destaca la Iglesia de Nuestra Señora del Castillo, de estilo mudéjar , y construida entre los siglos XII y XI, y cerca de ella la torre, que se encuentra separada de la iglesia. Esto se debe a que en la Edad Media, todo este conjunto debió pertenecer a una encomienda de los templarios, y la torre  era una torre vigía (de vigilancia) de carácter civil, dentro de la encomienda.

## Geografía humana

### Demografía
Cuenta con una población de 111 habitantes (INE 2024).
| Gráfica de evolución demográfica de Muriel entre 1842 y 2021                                                          |
| |
| Población de derecho según los censos de población del INE. Población de hecho según los censos de población del INE. |

| 281                        | 232 | 214 | 204 | 166 | 118 |
| (Fuente: [cita requerida]) |     |     |     |     |     |